# Linea Karatsu
La linea Karatsu (唐津線線?, Karatsu-sen) è una linea ferroviaria regionale dell'isola del Kyūshū, in Giappone, gestita dalla JR Kyushu, e collega la stazione di Kubota, a Saga e quella di Nishi-Karatsu, nella città di Karatsu, entrambe nella prefettura di Saga. Tutti i treni della linea diretti a Saga si immettono sulla linea principale Nagasaki oltre Kubota, mentre quelli diretti sulla linea Chikuhi per Fukuoka escono dalla linea in corrispondenza della Yamamoto o di Karatsu.

## Caratteristiche
- Operatori: JR Kyushu
- Lunghezza: 42,5 km
- Scartamento: 1067 mm
- Stazioni: 13
- Numero di binari: tutta la linea è a binario singolo
- Elettrificazione: 1500 V CC fra Karatsu e Nishi-Karatsu
- Segnalamento ferroviario: automatico

## Stazioni
- Tutti i treni fermano in tutte le stazioni della tratta
- Tutte le stazioni si trovano nella prefettura di Saga
- Informazioni sul binario: ◇ e ∨: i treni possono incrociarsi;｜: i treni non possono incrociarsi; ∥: doppio binario (sulla linea principale Nagasaki)

| Linea                 | Stazione      | Giapponese   | Distanza interst. | Distanza da Kubota            | Collegamenti                          | Binari  | Posizione |
| --------------------- | ------------- | ------------ | ----------------- | ----------------------------- | ------------------------------------- | ------- | --------- |
| Linea princ. Nagasaki | Saga          | 佐賀         | -                 | 6.4                           | Linea principale Nagasaki (per Tosu)  | ∥       | Saga      |
| Linea princ. Nagasaki | Nabeshima     | 鍋島         | 3.0               | 3.4                           |                                       | ∥       | Saga      |
| Linea princ. Nagasaki | Balloon-Saga1 | バルーンさが | 1.8               | 1.6                           |                                       | ∥       | Saga      |
| Linea princ. Nagasaki | Kubota        | 久保田       | 1.6               | 0.0                           | Linea principale Nagasaki (per Haiki) | ∨       | Saga      |
| Linea Karatsu         | Kubota        | 久保田       | 1.6               | 0.0                           | Linea principale Nagasaki (per Haiki) | ∨       | Saga      |
| Ogi                   | 小城          | 5.1          | 5.1               |                               | ◇                                     | Ogi     |           |
| Higashi-Taku          | 東多久        | 5.5          | 10.6              |                               | ◇                                     | Taku    |           |
| Naka-Taku             | 中多久        | 3.0          | 13.6              |                               | ｜                                    | Taku    |           |
| Taku                  | 多久          | 1.6          | 15.2              |                               | ◇                                     | Taku    |           |
| Kyūragi               | 厳木          | 5.6          | 20.8              |                               | ◇                                     | Karatsu |           |
| Iwaya                 | 岩屋          | 2.5          | 23.3              |                               | ｜                                    | Karatsu |           |
| Ōchi                  | 相知          | 2.7          | 26.0              |                               | ◇                                     | Karatsu |           |
| Honmutabe             | 本牟田部      | 4.1          | 30.1              |                               | ｜                                    | Karatsu |           |
| Yamamoto              | 山本          | 2.8          | 32.9              | Linea Chikuhi (per Imari)     | ◇                                     | Karatsu |           |
| Onizuka               | 鬼塚          | 3.7          | 36.6              |                               | ◇                                     | Karatsu |           |
| Karatsu               | 唐津          | 3.7          | 40.3              | Linea Chikuhi (per Meinohama) | ◇                                     | Karatsu |           |
| Nishi-Karatsu         | 西唐津        | 2.2          | 42.5              |                               | ｜                                    | Karatsu |           |

- 1: stazione aperta in occasione del festival delle mongolfiere di Saga.